# Phoenix Raceway

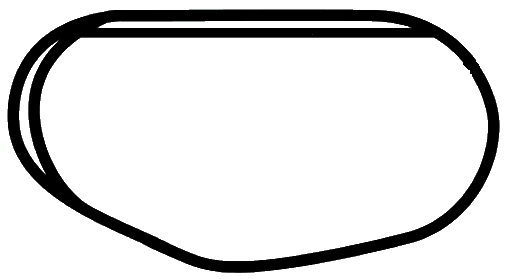
Mapa del óvalo de Phoenix

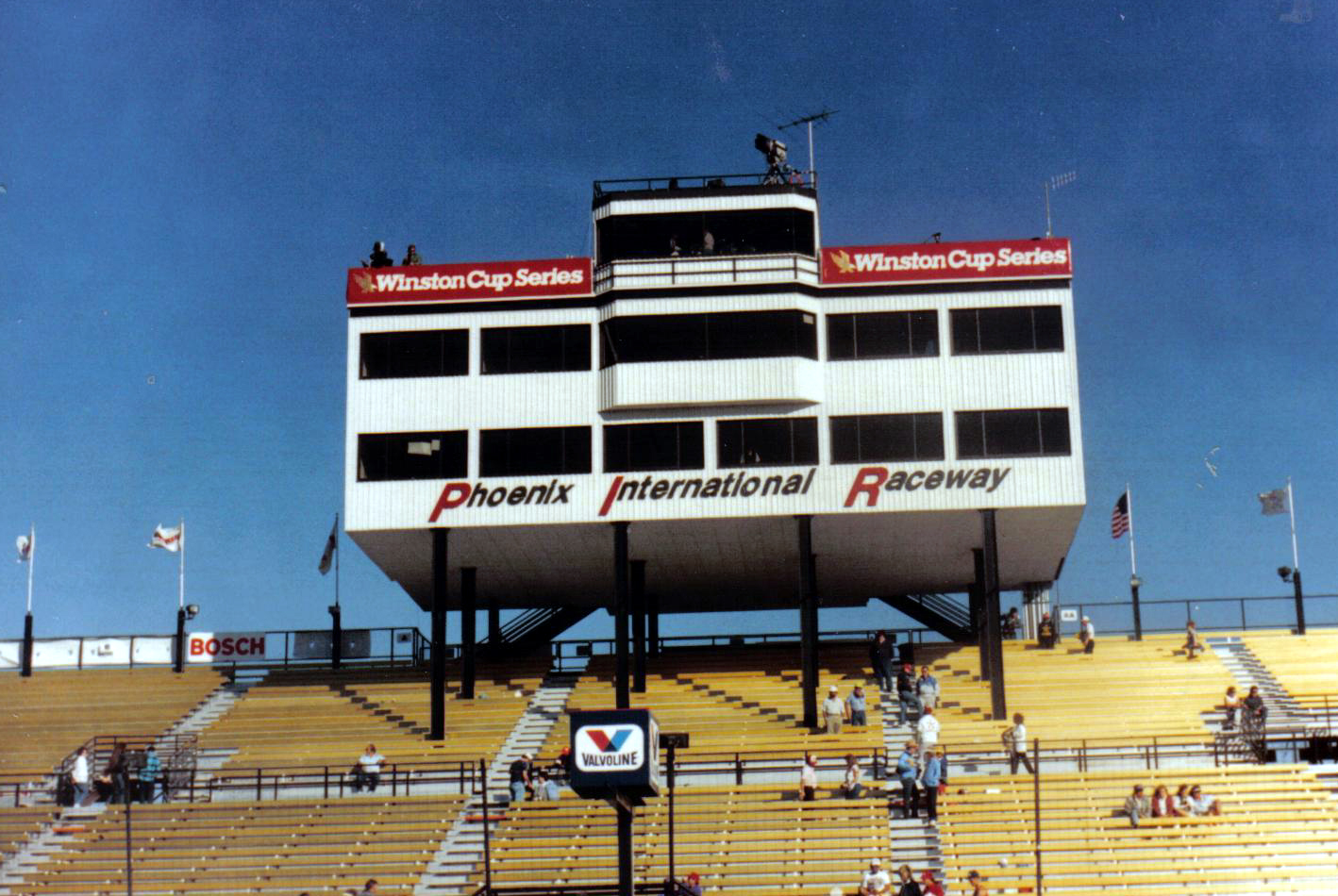
Torre de prensa del circuito en 1989.

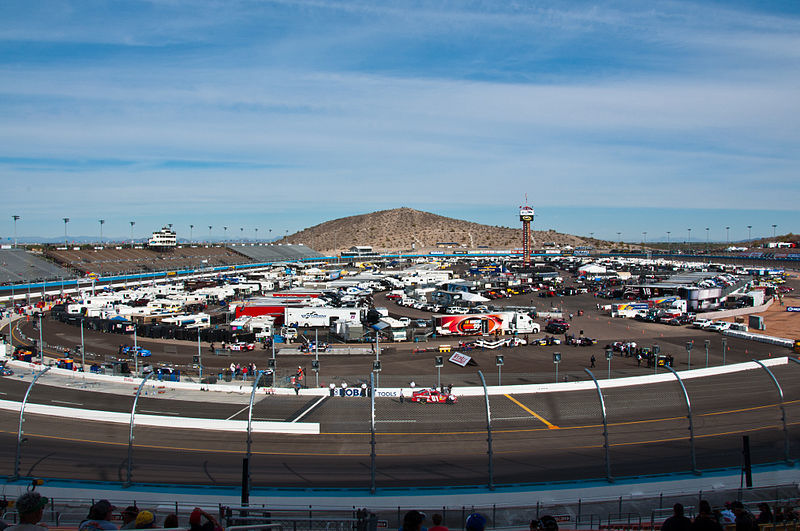
Phoenix en 2011

Phoenix Raceway (también llamado ISM Raceway por motivos publicitarios) es un autódromo de la ciudad de Avondale, condado de Maricopa, Arizona, Estados Unidos, 25 km al oeste de la capital estadual, Phoenix. Fue inaugurado en 1964 y pertenece desde 1997 a International Speedway Corporation.
El principal trazado de Phoenix es un óvalo de una milla (1600 metros), cuya configuración de trióvalo se debe a la orografía. La serie CART corrió cada año en Phoenix desde la inauguración del circuito hasta 1995. La IndyCar Series celebró una carrera de 200 millas en los meses de marzo desde 1996 hasta 2005. Desde entonces, la NASCAR Cup Series disputa una segunda carrera allí en abril (febrero a partir de 2011), en sustitución de la fecha en Darlington Raceway (ya corría desde 1988 cada octubre o noviembre). Ambas carreras de la Copa NASCAR solían durar 500 km, a diferencia del resto de las carreras en óvalos, cuya distancia se define por millas o vueltas. A partir de 2010, la carrera de abril dura 600 km. En marzo de 2013, la NASCAR México Series disputó por primera vez una carrera fuera del país en Phoenix, como telonera de la NASCAR estadounidense.
Phoenix también se utiliza para pruebas privadas de los equipos de las distintas categorías nacionales de automovilismo de Estados Unidos. En la zona interna al óvalo, hasta 2011 existió un trazado mixto de 1,510 millas (2430 metros) que se usó principalmente en campeonatos de la Grand-Am, entre ellos la Rolex Sports Car Series.

## Ganadores

### NASCAR estadounidense
| Año  | Mes       | Cup Series         | Cup Series | Busch/Nationwide/Xfinity Series | Truck Series    |
| Año  | Mes       | Piloto             | Marca      | Piloto                          | Piloto          |
| ---- | --------- | ------------------ | ---------- | ------------------------------- | --------------- |
| 1988 | Noviembre | Alan Kulwicki      | Ford       | -                               | -               |
| 1989 | Noviembre | Bill Elliott       | Ford       | -                               | -               |
| 1990 | Noviembre | Dale Earnhardt     | Chevrolet  | -                               | -               |
| 1991 | Noviembre | Davey Allison      | Ford       | -                               | -               |
| 1992 | Noviembre | Davey Allison      | Ford       | -                               | -               |
| 1993 | Octubre   | Mark Martin        | Ford       | -                               | -               |
| 1994 | Octubre   | Terry Labonte      | Chevrolet  | -                               | -               |
| 1995 | Febrero   | -                  | -          | -                               | Mike Skinner    |
| 1995 | Octubre   | Ricky Rudd         | Ford       | -                               | Mike Skinner    |
| 1996 | Abril     | -                  | -          | -                               | Jack Sprague    |
| 1996 | Octubre   | Bobby Hamilton     | Pontiac    | -                               | Jack Sprague    |
| 1997 | Abril     | -                  | -          | -                               | Jack Sprague    |
| 1997 | Noviembre | Dale Jarrett       | Ford       | -                               | Joe Ruttman     |
| 1998 | Abril     | -                  | -          | -                               | Ron Hornaday    |
| 1998 | Octubre   | Rusty Wallace      | Ford       | -                               | Mike Bliss      |
| 1999 | Marzo     | -                  | -          | -                               | Ron Hornaday    |
| 1999 | Noviembre | Tony Stewart       | Pontiac    | Jeff Gordon                     | -               |
| 2000 | Marzo     | -                  | -          | -                               | Joe Ruttman     |
| 2000 | Noviembre | Jeff Burton        | Ford       | Jeff Burton                     | -               |
| 2001 | Octubre   | Jeff Burton        | Ford       | Greg Biffle                     | Greg Biffle     |
| 2002 | Noviembre | Matt Kenseth       | Ford       | Scott Wimmer                    | Kevin Harvick   |
| 2003 | Noviembre | Dale Earnhardt Jr. | Chevrolet  | Bobby Hamilton Jr.              | Kevin Harvick   |
| 2004 | Noviembre | Dale Earnhardt Jr. | Chevrolet  | Jamie McMurray                  | David Starr     |
| 2005 | Abril     | Kurt Busch         | Ford       | Greg Biffle                     | -               |
| 2005 | Noviembre | Kyle Busch         | Chevrolet  | Carl Edwards                    | Todd Bodine     |
| 2006 | Abril     | Kevin Harvick      | Chevrolet  | Kevin Harvick                   | -               |
| 2006 | Noviembre | Kevin Harvick      | Chevrolet  | Matt Kenseth                    | Johnny Benson   |
| 2007 | Abril     | Jeff Gordon        | Chevrolet  | Clint Bowyer                    | -               |
| 2007 | Noviembre | Jimmie Johnson     | Chevrolet  | Kyle Busch                      | Kyle Busch      |
| 2008 | Abril     | Jimmie Johnson     | Chevrolet  | Kyle Busch                      | -               |
| 2008 | Noviembre | Jimmie Johnson     | Chevrolet  | Carl Edwards                    | Kevin Harvick   |
| 2009 | Abril     | Mark Martin        | Chevrolet  | Greg Biffle                     | -               |
| 2009 | Noviembre | Jimmie Johnson     | Chevrolet  | Carl Edwards                    | Kevin Harvick   |
| 2010 | Abril     | Ryan Newman        | Chevrolet  | Kyle Busch                      | -               |
| 2010 | Noviembre | Carl Edwards       | Ford       | Carl Edwards                    | Clint Bowyer    |
| 2011 | Febrero   | Jeff Gordon        | Chevrolet  | Kyle Busch                      | Kyle Busch      |
| 2011 | Noviembre | Kasey Kahne        | Toyota     | Sam Hornish Jr.                 | -               |
| 2012 | Marzo     | Denny Hamlin       | Toyota     | Elliott Sadler                  | -               |
| 2012 | Noviembre | Kevin Harvick      | Chevrolet  | Joey Logano                     | Brian Scott     |
| 2013 | Marzo     | Carl Edwards       | Ford       | Kyle Busch                      | -               |
| 2013 | Noviembre | Kevin Harvick      | Chevrolet  | Kyle Busch                      | Erik Jones      |
| 2014 | Marzo     | Kevin Harvick      | Chevrolet  | Kyle Busch                      | -               |
| 2014 | Noviembre | Kevin Harvick      | Chevrolet  | Brad Keselowski                 | Erik Jones      |
| 2015 | Marzo     | Kevin Harvick      | Chevrolet  | Joey Logano                     | -               |
| 2015 | Noviembre | Dale Earnhardt Jr. | Chevrolet  | Kyle Busch                      | Timothy Peters  |
| 2016 | Marzo     | Kevin Harvick      | Chevrolet  | Kyle Busch                      | -               |
| 2016 | Noviembre | Joey Logano        | Ford       | Kyle Busch                      | Daniel Suárez   |
| 2017 | Marzo     | Ryan Newman        | Chevrolet  | Justin Allgaier                 | -               |
| 2017 | Noviembre | Matt Kenseth       | Toyota     | William Byron                   | Johnny Sauter   |
| 2018 | Marzo     | Kevin Harvick      | Ford       | Brad Keselowski                 | -               |
| 2018 | Noviembre | Kyle Busch         | Toyota     | Christopher Bel                 | Brett Moffitt   |
| 2019 | Marzo     | Kyle Busch         | Toyota     | Kyle Busch                      | -               |
| 2019 | Noviembre | Denny Hamlin       | Toyota     | Justin Allgaier                 | Stewart Friesen |
| 2020 | Marzo     | Joey Logano        | Ford       | Brandon Jones                   | -               |
| 2020 | Noviembre | Chase Elliott      | Chevrolet  | Austin Cindric                  | Sheldon Creed   |
| 2021 | Marzo     | Martin Truex Jr.   | Toyota     | Austin Cindric                  | -               |
| 2021 | Noviembre | Kyle Larson        | Chevrolet  | Daniel Hemric                   | Chandler Smith  |

### NASCAR México Series
| Año  | Piloto           | Automóvil |
| ---- | ---------------- | --------- |
| 2013 | Abraham Calderón | Toyota    |
| 2014 | Daniel Suárez    | Toyota    |
| 2015 | Rubén Pardo      | Toyota    |

### CART / IndyCar Series
| Año            | Piloto             | Automóvil                | Equipo          |
| CART           | CART               | CART                     | CART            |
| -------------- | ------------------ | ------------------------ | --------------- |
| 1991           | Arie Luyendyk      | Lola Chevrolet           | Granatelli      |
| 1992           | Bobby Rahal        | Lola Chevrolet           | Rahal/Letterman |
| 1993           | Mario Andretti     | Lola Ford-Cosworth       | Newman/Haas     |
| 1994           | Emerson Fittipaldi | Penske Chevrolet         | Penske          |
| 1995           | Robby Gordon       | Reynard Ford-Cosworth    | Walker          |
| IndyCar Series |                    |                          |                 |
| 1996           | Arie Luyendyk      | Reynard Cosworth         | Treadway        |
| 1997           | Jim Guthrie        | Dallara Oldsmobile       | Blueprint       |
| 1998           | Scott Sharp        | Dallara Oldsmobile       | Kelley          |
| 1999           | Scott Goodyear     | G-Force Oldsmobile       | Panther         |
| 2000           | Buddy Lazier       | Riley & Scott Oldsmobile | Hemelgarn       |
| 2001           | Sam Hornish Jr.    | Dallara Oldsmobile       | Panther         |
| 2002           | Hélio Castroneves  | Dallara Chevrolet        | Penske          |
| 2003           | Tony Kanaan        | Dallara Honda            | Andretti Green  |
| 2004           | Tony Kanaan        | Dallara Honda            | Andretti Green  |
| 2005           | Sam Hornish Jr.    | Dallara Toyota           | Penske          |
| 2006-2015      | No se disputó.     | No se disputó.           | No se disputó.  |
| 2016           | Scott Dixon        | Dallara Chevrolet        | Chip Ganassi    |
| 2017           | Simon Pagenaud     | Dallara Chevrolet        | Penske          |
| 2018           | Josef Newgarden    | Dallara Chevrolet        | Penske          |

### Indy Lights
| Año          | Piloto            |
| ------------ | ----------------- |
| 1986 Abril   | Steve Millen      |
| 1986 Octubre | Fabrizio Barbazza |
| 1987         | Jeff Andretti     |
| 1988         | Paul Tracy        |
| 1989         | Mike Groff        |
| 1990         | Paul Tracy        |
| 1991         | Robbie Groff      |
| 1992         | Adrián Fernández  |
| 1993         | Sandy Brody       |
| 1994         | Greg Moore        |
| 1995         | Greg Moore        |
| 2003         | Mark Taylor       |
| 2004         | Thiago Medeiros   |
| 2005         | Jon Herb          |
| 2016         | Kyle Kaiser       |